# SiCortex
SiCortexは、2003年に設立されたマサチューセッツ州Maynardを拠点とするスーパーコンピュータ製造会社だった。2009年5月27日にHPCwireは廃業して大半の従業員は解雇され、その資産は買い手が購入したと報告された。 The Register誌はGerbsman PartnersがSiCortexの知的財産を売るために雇われたと報告した 。これまでSiCortexは75台のスーパーコンピュータを複数の大企業に販売したものの、ベンチャーキャピタルからの資金が受けられず運営に行き詰った。新たな出資者は見つけられなかった。
同社はKautz graphに接続する12から972の計算ノードを有するクラスターのシリーズを製造、販売した。クラスターはSC5832、SC648 と SC072だった。2009年3月以降の次世代のクラスターを開発中だったが開発が行き詰まり、営業を停止したと報告された。
SC5832はキャビネットに収まるハイエンドモデルだった。972ノード、5,832 コアと972 から7,776 GB のメモリーを備えた。直径-6 Kautz graph を2,916 リンクのために使用した。 SC648 は中位帯の機種で標準的な19インチのラックに収納された。それぞれのラックは2台のシステムを収容できたと見られる。それらは108 ノードと108 から 864 GB のメモリーを備えた。直径-4 Kautz graph を 324 リンクのために使用した。 SC072 はソフトウェアを開発する為のデスクトップモデルだった。
それぞれのノードはsystem-on-chip (SoC)でコードネームはICE9, で6個のコアで構成され、MIPS64 命令セット (ISA)を実装した。それぞれのコアは32 KB 命令キャッシュと 32 KBのデータキャッシュを備えた。6個のコアはそれぞれ他のコアからアクセス可能な独自の256 KB L2 キャッシュを備えた。MIPSのコアは排他的な命令を実行するための6段階のパイプラインを備えた。それらは1サイクル毎に2命令を実行してピーク時には倍精度(64-bit) 性能は500 MHzで1 GFLOPSだった。これは後にSoCの製造プロセスを90 nmにした事でクロック周波数を700 MHzに高めた事により1.4 GFLOPSに増えた。SoCは2個のDDR2メモリー制御装置を備え、それぞれ1個のDIMMを制御する。それぞれのノードが 1から8 GBのメモリーを備える。SoCは同様に 8x PCI Express 制御装置を備える。クラスターはDMAエンジンで切り替えられる。それぞれのクラスターは2GB/sの最大帯域幅で接続される。
MPIを経由するメッセージパッシングは、推定プログラミングモデルだった。SiCortexシステムはGentoo Linuxを基に開発された専用のLinuxを実行した。

## 機種
| 型式 #           | ノード数 | コード名 | 備考                                         |
| ---------------- | -------- | -------- | -------------------------------------------- |
| SC5832           | 972      | Blizzard | 36 ブレード                                  |
| SC1458           | 243      | Hail     | 9 ブレード                                   |
| SC648            | 108      | Snow     | 4 ブレード                                   |
| SC162            | 27       | Sleet    | シングルブレード                             |
| SC072 "Catapult" | 12       | Flurry   | 応用ソフト開発用の標準的なワークステーション |
| SC24             | 4        | Frost    | 診断ボード                                   |